# グルコース
グルコース（英: glucose）は、分子式 C6H12O6を持つ単純な糖である。ブドウ糖（、葡萄糖）とも呼ばれる。三文字表記の略称はGlcであり、ドイツ語のTraubenzucker（トラウベンツッカー：Trauben ブドウ、Zucker 糖）からTzとも略記される。なお、しばしば用いられるGluという表記ではグルタミン酸などを指すことがあるため、少なくとも化学において使われることはあまりない。また、ブドウ糖の名の由来は、「熟したブドウの果汁に多く含まれていたから」、「化学式の形状がブドウの房に似ていたから」などの説がある。
グルコースは血糖として動物の血液中を循環している。糖は植物などに含まれる葉緑体において、太陽光からのエネルギーを使って水と二酸化炭素から光合成によって作られる。グルコースは細胞呼吸のための最も重要なエネルギー源である。植物ではデンプン、動物ではグリコーゲンのようなポリマーとして貯蔵される。
グルコースは6個の炭素原子を含み、単糖の下位区分であるヘキソースに分類される。D-グルコースは16種類のアルドヘキソース立体異性体の一つである。D型異性体であるD-グルコースは、デキストロース（dextrose）とも呼ばれ、天然に広く存在するが、L-型異性体であるL-グルコースはそうではない。グルコースは乳糖やショ糖、麦芽糖、セルロース、グリコーゲンなどといった炭水化物の加水分解によって得ることができる。グルコースは通常コーンスターチから商業的に製造されている。
グルコースは世界保健機関必須医薬品モデル・リストに入っている。Glucoseという名称は、「ワイン、ブドウ果汁」を意味するギリシア語 γλυκός (glukós, 「甘い」を意味する γλυκύς (glykýs)に由来する) から来ている。接尾辞の "-ose" は炭水化物を示す化学分類辞である。

## 発見の歴史
グルコースはドイツの化学者、アンドレアス・マルクグラーフによって1747年に干し葡萄（レーズン）から初めて単離された。グルコースは多くの生物の基本的必需品であるため、その化学組成と構造の正しい理解は、有機化学の一般的進歩に大きく寄与した。この理解の大部分はドイツの化学者エミール・フィッシャーの研究の結果である。フィッシャーは糖の研究によって、1902年のノーベル化学賞を授与された。
グルコースの合成によって有機物質の構造が確立し、その結果としてヤコブス・ヘンリクス・ファント・ホッフの化学反応速度論と、炭素を含む分子における化学結合の配置の理論で、最初の決定的な検証となった。1891年から1894年、フィッシャーは全ての既知の糖の立体化学的配置を証明し、ファント・ホッフの不斉炭素原子の理論を適用することで、可能な異性体を正確に予測した。

## 所在・製法
グルコースは果実・蜂蜜・体液中に遊離して存在している。工業的には、デンプンを加水分解することによって生成する。

## 物理的性質
常温常圧で白色の粉末状の結晶。水に溶けやすく甘味がある。

## 化学的性質
単糖の一種であり、ヘキソース（六炭糖）およびアルドースに分類される、アルドヘキソースである。光学活性物質であり、天然に大量に存在するのはD体である。
グルコースは以下のようなオリゴ糖や多糖の構成単位である。グルコースを構成単位とする多糖の総称をグルカンと称する。
- マルトース
- スクロース
- ラクトース
- セロビオース
- トレハロース
- シクロデキストリン
- グリコーゲン
- アミロペクチン
- アミロース
- デンプン
- セルロース

### おもな誘導体
- キノボース（6-デオキシグルコース）キナの樹皮の配糖体
- パラトース（3,6-デオキシグルコース）サルモネラ菌のリポ多糖

### アルコール発酵
グルコースは、チマーゼと呼ばれる酵素群によりエタノールと二酸化炭素に分解される。この反応をアルコール発酵という。
{\displaystyle {\ce {C6H12O6 -> 2 C2H5OH + 2 CO2}}}

### 還元性
グルコースは水溶液中ではごく一部が鎖状構造となっている。この構造の末端にはアルデヒド基が存在するため、グルコース水溶液は還元性を示す。水溶液中でアルデヒド基をもつ単糖はアルドースと呼ばれる。

### 化学構造
水溶液中では、以下の3種類の構造が一定の割合で存在する平衡状態となっている。
水中において平衡状態に達したとき、グルコースはほぼα-グルコース（α-ピラノース、38%、上図左）とβ-グルコース（β-ピラノース、62%、上図右）の形で存在しており（アノマー効果を参照）、他の異性体（フラノース、鎖状体〈上図中央〉）は合わせても1%に満たない。
α-ピラノースとβ-ピラノースは、再結晶の溶媒や条件をきちんと選べばそれぞれの純品の結晶を作り分けることができる。その純品の結晶を水に溶かすと平衡状態へ移行する過程で旋光度の変化がみられる。この現象は変旋光と呼ばれる。

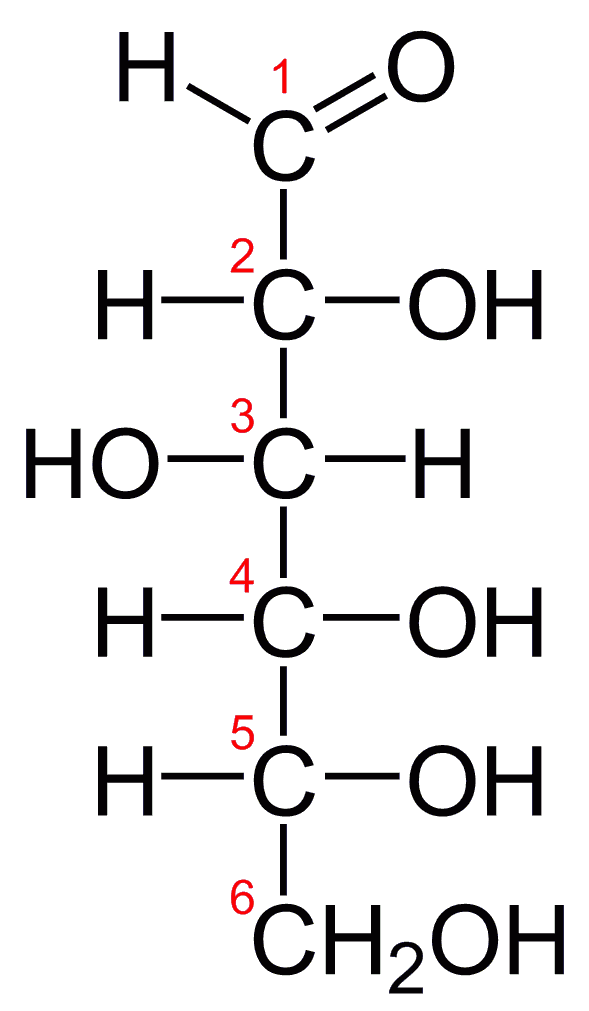
D-グルコースの鎖状構造のフィッシャー投影式
D-グルコースの鎖状構造
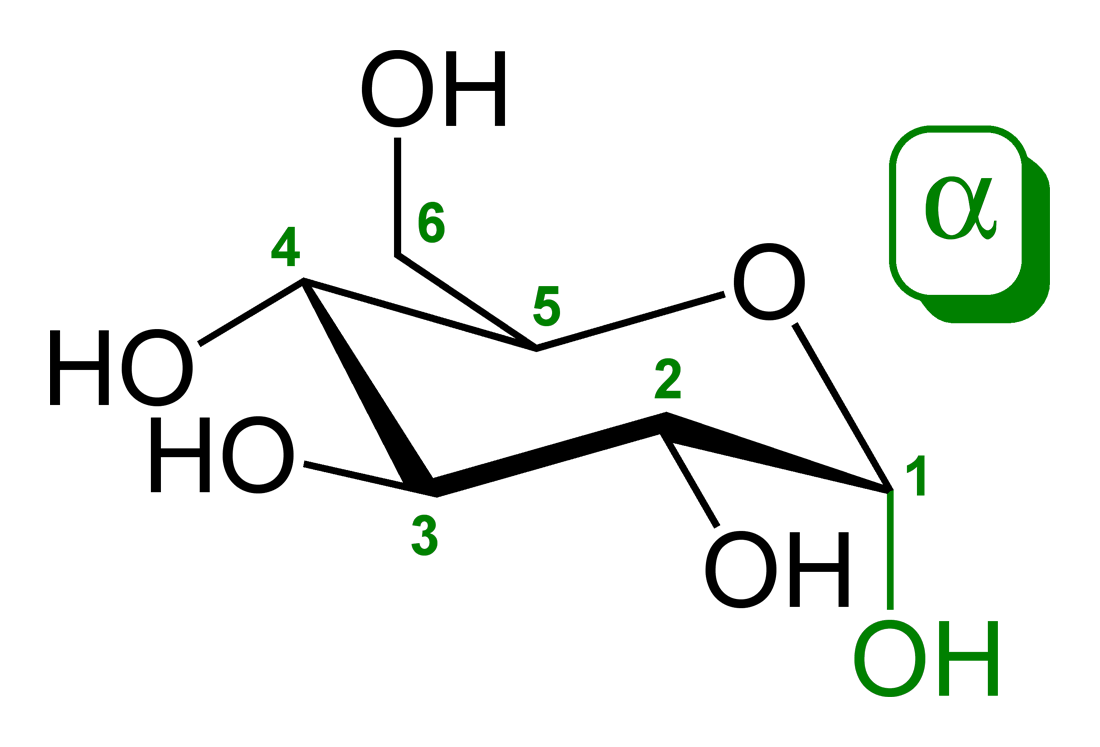
α-D-グルコピラノース
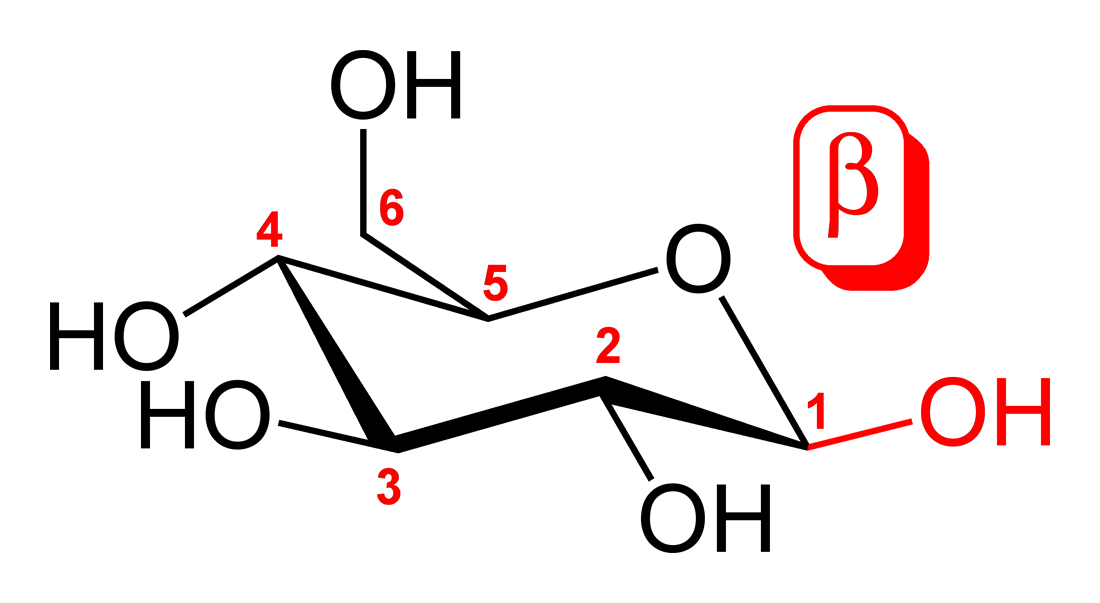
β-Dグルコピラノース

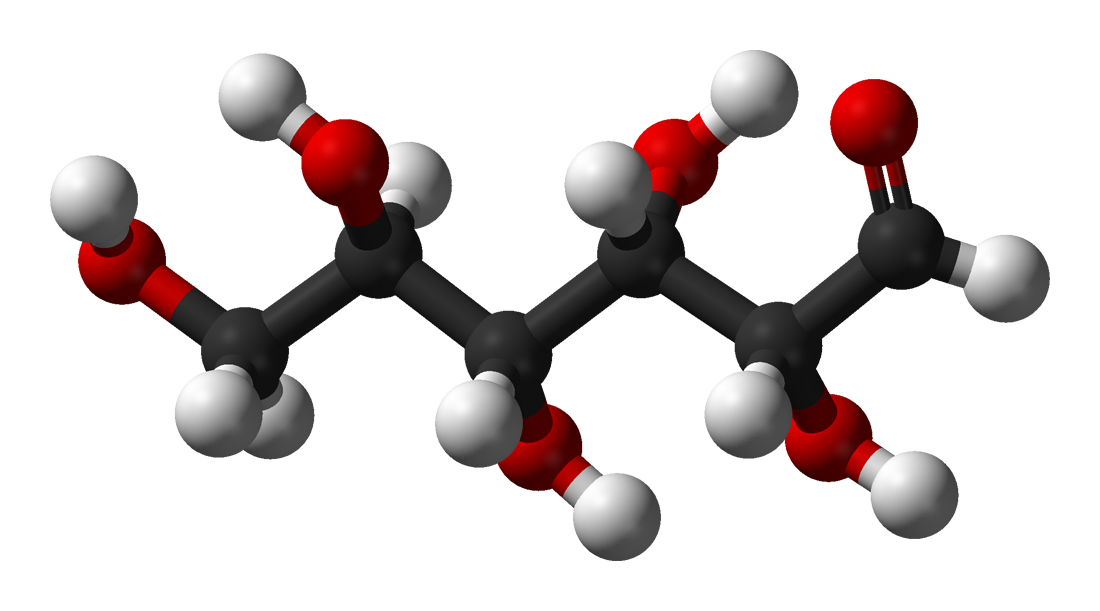
鎖状構造: 球棒モデル
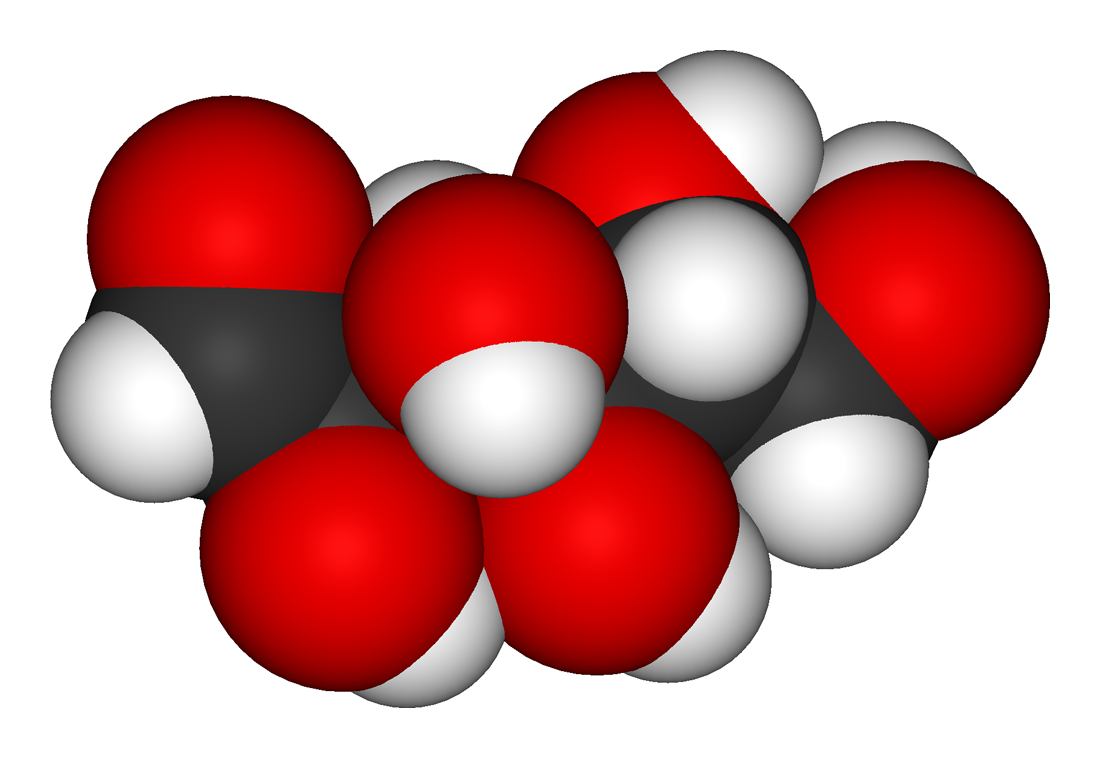
鎖状構造: 空間充填モデル
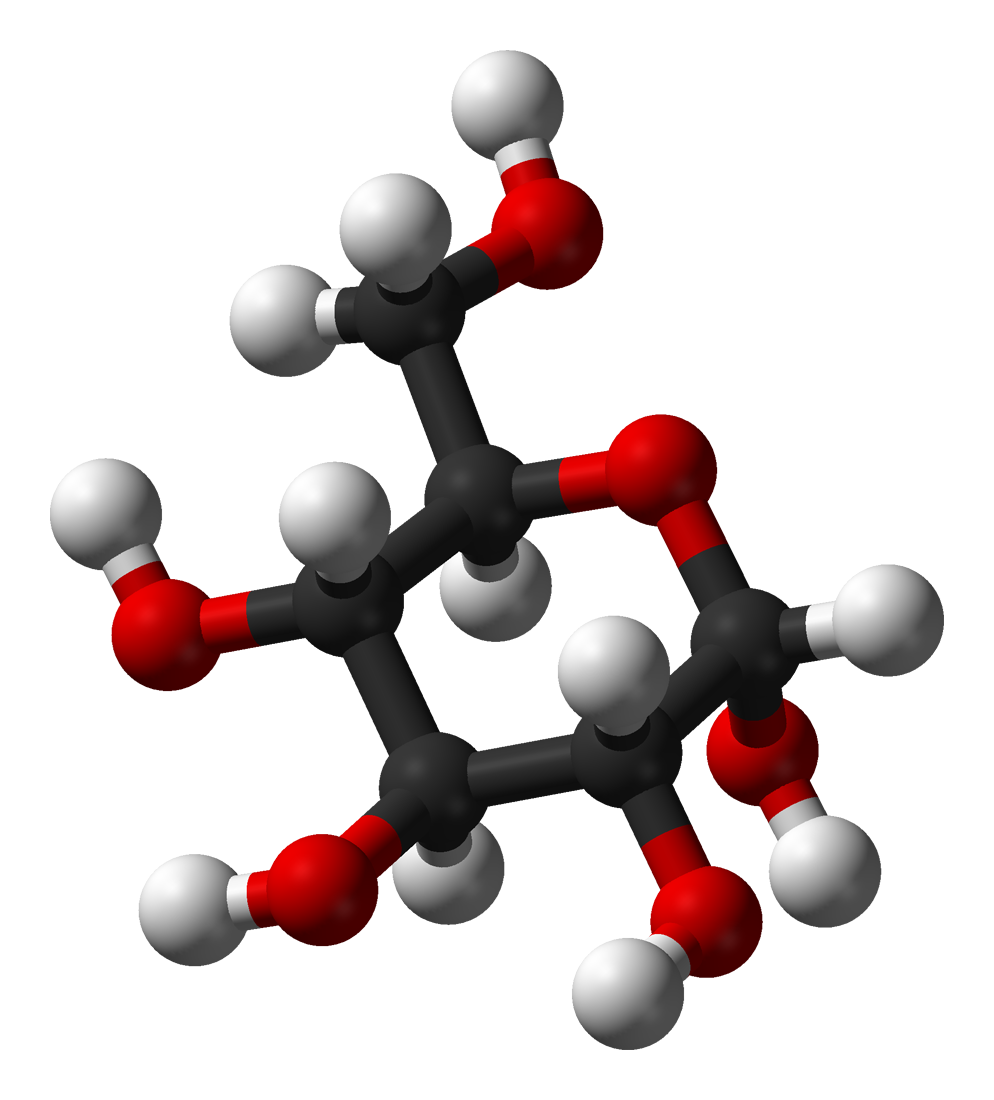
α-D-グルコピラノース
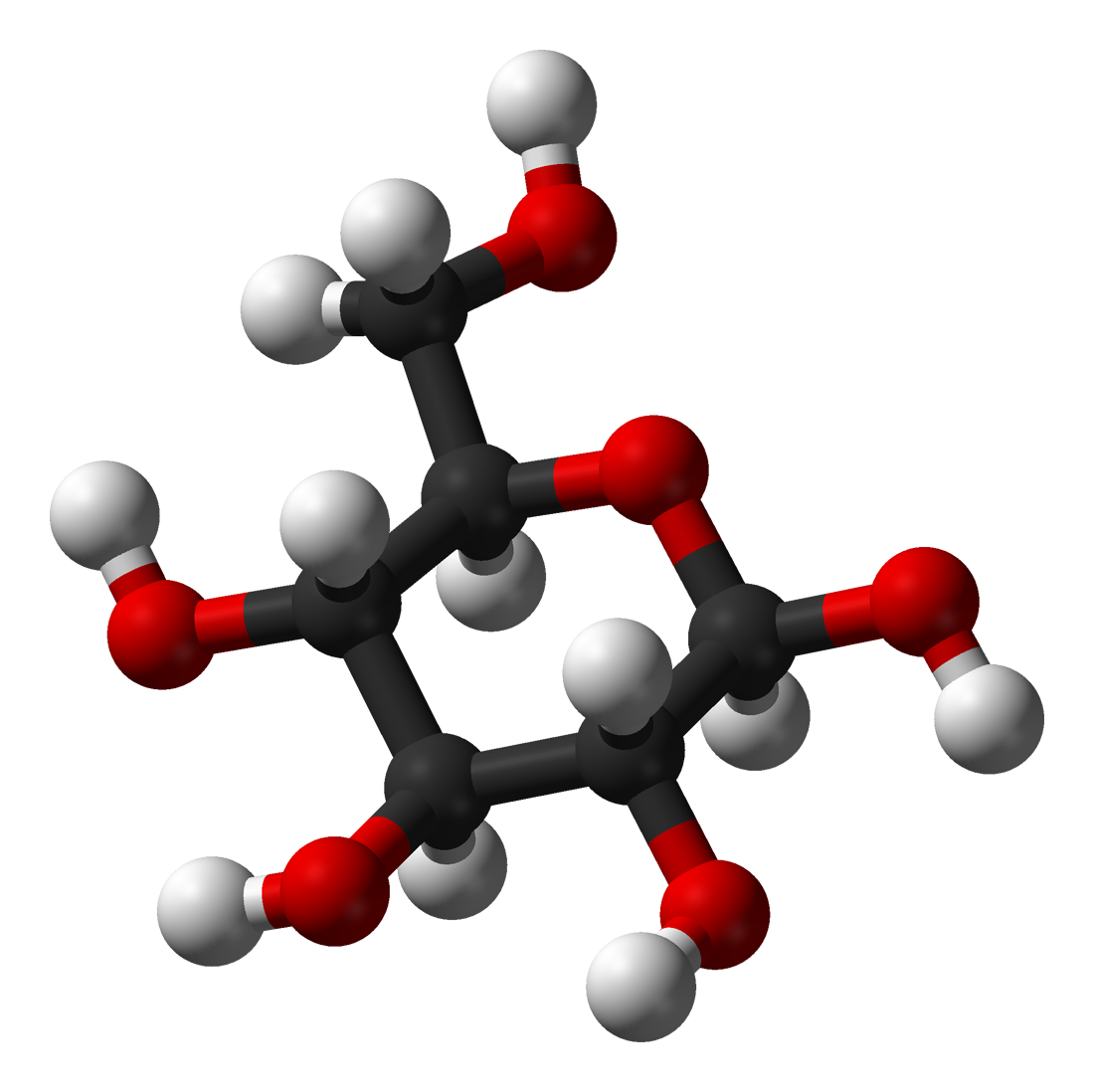
β-D-グルコピラノース

## 体内での役割
食事から摂取された炭水化物は小腸でグルコースに分解され、ナトリウム・グルコース共輸送体タンパクのSGLT-1およびSGLT-2により大量のグルコースが体内に吸収される。

グルコースは、小腸から吸収されてから、体内で主要なエネルギー源として利用されており、特に脳での通常時のエネルギー源として利用されている。

グルコースの分子は極性を有するため、細胞膜を通過するのには特別な膜輸送タンパク質を必要とする。

グルコースが細胞に取り込まれると直ちにリン酸化が起こり、グルコース-6-リン酸が生成される。このリン酸化は、グルコースが細胞外に拡散してしまうのを防ぐためである。リン酸化により電荷が導入されるので、グルコース-6-リン酸は容易に細胞膜を通過することができない。リン酸化されたグルコースは解糖系等の代謝経路に入る。

体内でのグルコースは、エネルギー源として重要である反面、高濃度のグルコースは生体に有害であるため、インスリンなどによりその濃度（血糖）が常に一定範囲に保たれている。

食後に大量のグルコースが体内に吸収されるが、体内のインスリンが十分に機能しないと血糖のコントロールができなくなり病的症状が現れる。
グルコースには、そのアルデヒド基の反応性の高さからタンパク質を修飾する作用（糖化反応、メイラード反応参照）がある。グルコースによる修飾は主に細胞外のタンパク質に対して生じる。細胞内に入ったグルコースはすぐに解糖系により代謝されてしまう。インスリンによる血糖の制御ができず生体が高濃度のグルコースにさらされるとタンパク質修飾のために糖毒性が生じ、これが長く続くと糖尿病合併症とされる微小血管障害によって生じる糖尿病性神経障害、糖尿病性網膜症、糖尿病性腎症などを発症する。

## 医療における利用
医薬品として様々な濃度（5 %、20 %、50 %など）のブドウ糖注射製剤が複数の製薬会社より製造・販売されている。日本薬局方にも記載され、ブランドとしてでなく「局方品」として調剤されることが多い。医療現場では、しばしば「5プロ糖」「ツッカー」（ドイツ語の「Zucker 糖」に由来）と呼ばれる。
糖尿病治療薬の過量服用などで低血糖になった際などには、携帯したブドウ糖顆粒の経口摂取がしばしば行われる。ショ糖では血中のブドウ糖濃度は速やかに上昇しないため、ブドウ糖の摂取が好ましい。
血液内のブドウ糖濃度（血糖値）は、健常なヒトの場合空腹時血糖値でおおよそ80-100 mg/dL程度、食後は若干高い値を示す。血糖値の異常については糖尿病、耐糖能異常を参照。